# プロモデルスタジオ
株式会社プロモデルスタジオ（英語: Promodelstudio, inc）は、広告制作、及び広告・イベントに関するタレントのキャスティング事業及び、タレント・モデルの人材発掘・育成事業を展開する企業である。
東京都渋谷区に本社をおく。

## 概要
株式会社プロモデルスタジオは、サービス名「YOU MAY Casting」(ユウメイキャスティング)とした全方位型キャスティングサービス、及びそれらに付随する広告制作を展開する企業である。設立当初はモデル向けのポートフォリオ・コンポジットのデザイン制作をはじめ、レッスン・撮影・キャスティングやモデル情報サイトの運営など、モデルに必要なサービスを総合的に提供しているサポートスタジオであったが、近年広告制作・キャスティング事案の増加と共に人材発掘・育成事業と広告制作及びキャスティング事業の二軸で展開する事となった。

## 沿革
- 2010年（平成22年）- 株式会社プロモデルスタジオ設立
- 2010年（平成22年）- フィニッシングスクール「BIJINJUKU」開設
- 2010年（平成22年）- モデル情報サイト「MODELBA」開設
- 2010年（平成22年）- モデルのキャスティングサービス「aModelcasting」開設
- 2016年（平成28年）- 「モデルインストラクター協会」設立
- 2019年（平成31年）- 「aModelcasting」から事業ドメインの拡大と共に全方位型キャスティングサービス「YOU MAY Casting」と呼称を正式変更

## 主な取引事務所
- オスカープロモーション
- レプロエンタテインメント
- 吉本興業
- イデア
- インセント
- ホリプロ
- スウィートパワー
- ワタナベエンターテインメント
- スターダストプロモーション
- 研音
- ボン イマージュ
- ソニー・ミュージックアーティスツ
- アソビシステム
- UUUM
- 松竹芸能
- 浅井企画
- セント・フォース
- フォスター
- フラーム
- ジャストプロ
- FIRST AGENT
- ABP
- ブランシェ
- グランディア
- エグザイルスハイプ
- サトルジャパン
- シュガーアンドスパイス
- スペースクラフト
- バークインスタイル
- ビーナチュラル
- フロス
- 日音
- セントラルジャパン
- テンカラット
- ナウファッションエージェンシー
- フォリオマネジメント
- フロント
- ギグマネジメントジャパン
- CREATE JAPAN AGENCY
- ヘッズコーポレーション

## 主な取引企業
- 博報堂プロダクツ
- 読売広告社
- 電通ライブ
- 東北新社
- 三菱地所
- 森ビル
- LINE
- NTTデータ関西
- 国税庁
- 日本経済社
- ティー・ワイ・オー
- 帝国ホテル
- 集英社
- ワークマン
- テー・オー・ダブリュー
- DNPイメージングコム
- コンデナスト・パブリケーションズ
- DMM.com
- 資生堂
- ハースト婦人画報社
- パラドックス・クリエイティブ
- カネボウ化粧品
- コーセー
- ビー・エム・ダブリュー
- ソニー・コンピュータエンタテインメント
- 日本マイクロソフト
- ヒューレット・パッカード
- DELL
- 日本証券業協会
- 野村證券
- イオン
- スタートトゥデイ
- 日産自動車
- ダイハツ工業
- 川本産業
- 京急電鉄
- ベネッセコーポレーション
- ファーストリテイリング
- インテリジェンス (企業)
- YKKAP
- LIXIL
- 日本たばこ産業
- ライオン株式会社
- 世田谷自然食品
- 京成バス
- 福島県玉川村
- インターメスティック
- 東武ホテルマネジメント
- TBCグループ
- Labella
- プレミアグループ
- 神奈川県立金沢総合高等学校
- アマナ (企業)
- AOI Pro.
- ロボット (企業)
- 田谷
- ドラゴン東京
- LOCUS
- モデルエージェンシー協会